# Jules Lachelier
Jules Esprit Nicolas Lachelier  est un philosophe français, né le 27 mai 1832 à Fontainebleau, et mort le 26 janvier 1918 dans la même ville.

## Parcours et enseignement
Lauréat du Concours Général en 1850, Jules Lachelier entre major à l'École normale supérieure en 1851. Il est agrégé de lettres en 1855 (Rang 1er), et de philosophie en 1863 (rang 1er). Il est docteur en lettres en 1871 en soutenant comme thèse principale 'Du fondement de l'induction' qu'il conclut ainsi : « L'expérience la mieux faite ne sert qu'à nous apprendre au juste comment les phénomènes se lient sous nos yeux : mais, qu'ils doivent se lier toujours et partout de la même manière, c'est ce qu'elle ne nous apprend point, et c'est cependant ce que nous n'hésitons pas à affirmer. » Il tentera de montrer dans quelles mesures nous sommes capables d'une telle affirmation.
Jules Lachelier est chargé de cours de rhétorique au lycée de Sens (1854-1856) avant d'être nommé professeur suppléant de rhétorique au Lycée de Toulouse (1857-1858), puis au lycée de Caen (1858-1861). Il est pour un mois, de septembre à octobre 1861, professeur de logique au lycée d'Angers. Il est ensuite nommé professeur suppléant en philosophie au lycée Bonaparte de Paris de 1863 à 1864 avant d'obtenir un poste de maître de conférences de philosophie à l'École normale supérieure qu'il occupe de 1864 à 1875. Il aura alors notamment comme élève Jules Lagneau et Gustave Belot. 
Nommé inspecteur de l'académie de Paris en septembre 1875, il est promu le 16 mars 1879 inspecteur général de l’Instruction publique. Alphonse Darlu sera son successeur en 1902. Il est élu à l'Académie des sciences morales et politiques (section philosophie) au fauteuil de Barthélemy Saint-Hilaire.
Marié avec Léontine Courtois en 1854, ils ont huit enfants.
Il meurt en son domicile à Fontainebleau le 26 janvier 1918.
Professeur réputé pour sa rigueur et sa grande discrétion, Lachelier brûle, à la fin de sa vie, nombre de ses papiers et interdit la publication de ses lettres personnelles après sa mort. Un fonds est néanmoins constitué à la Bibliothèque Mazarine, alimenté par les destinataires qui souhaitent coopérer. En 1933, un recueil de 214 pages limité à 200 exemplaires a été édité par les Imprimeries Girard à Paris.

## Philosophie
Se définissant comme intellectualiste, Lachelier s'était donné pour mission de perpétuer la philosophie de Kant. Un article de lui est resté célèbre, Psychologie et Métaphysique, où, se distinguant de Victor Cousin, il donne les jalons de sa philosophie à tendance spiritualiste : 
« L'être tel que nous le concevons n'est pas, d'abord une nécessité aveugle, puis une volonté, qui serait enchaînée d'avance par la nécessité, enfin une liberté, qui n'aurait plus qu'à constater l'existence de l'une ou de l'autre. Il est tout entier liberté, en tant qu'il se produit lui-même, tout entier volonté, en tant qu'il se produit comme quelque chose de concret et de réel [...] ».
Lachelier est influencé par Félix Ravaisson, à qui il reprend le vocable de « réalisme spiritualiste » pour désigner sa philosophie. Henri Bergson dédie à Jules Lachelier son Essai sur les données immédiates de la conscience. Émile Meyerson discute sa théorie de l'induction.

## Œuvres
- Du fondement de l'induction suivi de Psychologie et Métaphysique, Alcan, 1896, in Gallica.
- Du fondement de l'induction suivi de Psychologie et Métaphysique et de Notes sur le pari de Pascal, Paris, Alcan, 1924.
- Œuvres, Paris, Librairie Félix Alcan, 1933